# Backlash (2025)
Backlash (2025), также более известное как Backlash St. Louis, - это премиальное живое шоу профессионального рестлинга, организованное крупнейшим американским реслинг-промоушеном World Wrestling Entertainment (WWE). Данное шоу стало 20-м по счету в истории Backlash, которое состоялось в субботу, 10 мая 2025 года, на спортивной арене Энтерпрайз-центр находящейся в Сент-Луисе, штат Миссури. Шоу будет транслироваться в форматах pay-per-view  (PPV) и в лайф-стриминге, в шоу также примут участие рестлеры из брендов Raw и SmackDown. Концепция шоу была основана на негативной реакции фанатов на главное шоу года Рестлманию 41.
На шоу было проведено пять матчей четыре из которых были титульными. В мейн-ивенте шоу Джон Сина  (не без помощи R-Truthа) победил Рэнди Ортона и сохранил за собой титул Неоспоримого чемпиона WWE который принадлежит бренду Smackdown. В других известных поединках Гюнтер победил комментатора бренда Raw Пэта Макафи удушающим приемом, а в самом первом титульном поединке шоу Чемпион Соединенных Штатов Джейкоб Фату победил Эл Эй Найта, Дамиана Приста и Дрю Макинтайра в фатальном четырехстороннем поединке, сохранив за собой титул на бренде SmackDown. Но особо примечательным моментом на шоу, стал дебют Джеффа Кобба в стенах WWE. В матче за Женское Интерконтинентальное чемпионство чемпионка Лайра Валькирия победила претендентку на титул Бекки Линч. Интерконтинентальный чемпион Доменик Мистерио защитил свой титул от Пенты. 
Впервые на этом шоу начиная с 2009 года выступит семнадцатикратный чемпион WWE Джон Сина, который также станет для него последним выступлением в качестве рестлера на шоу Backlash, в связи с его объявленным уходом из мира профессионального рестлинга, который состоится в конце 2025 года.

## Производство

### Предыстория

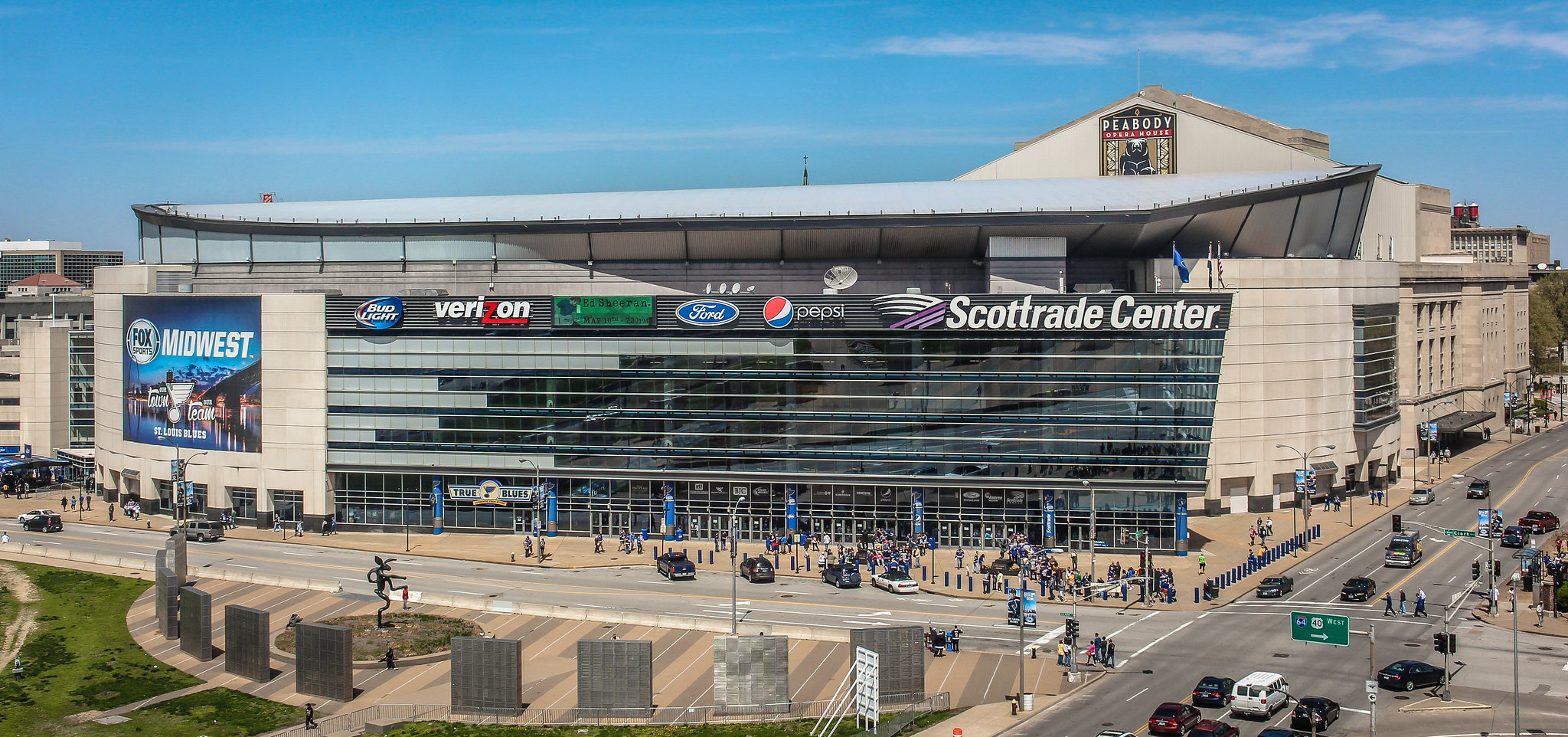
Спортивная арена Энтерпрайз-центр Сент-Луисе, штат Миссури на котором будет проходить данное шоу.

Backlash — это периодически проводимое шоу профессионального рестлинга, которое было учреждено американским реслинг-промоушеном WWE в 1999 году. Само шоу ежегодно проводилось с 1999 по 2009 год, пока оно не было закрыто, а затем вновь было восстановлено в 2016 году и по сей день проводится ежегодно, за исключением 2019 года. Первоначальная концепция шоу была основана на негативной реакции фанатов, на флагманское главное шоу года WWE, Рестлманию. Шоу в период с 2016 по 2020 год не были посвящены данной теме; однако шоу 2021 года вернуло Backlash на эту оригинальную концепцию.
14 марта 2025 года на сайте WWE было анонсировано, что 20-е шоу Backlash, также получивший название как "Backlash St. Louis", состоится в субботу, 10 мая 2025 года, на спортивной арене Энтерпрайз-центр находящейся в Сент-Луисе, штат Миссури, где в нем примут участие рестлеры из брендов Raw и SmackDown. В дополнение к традиционной трансляции pay-per-view (PPV) по всему миру и в лайф-стриминге на Peacock в Соединенных Штатах, шоу также будет доступно для прямой трансляции на платформе Netflix как и на большинстве международных рынков так и на WWE Network во всех остальных странах (кроме таких стран как Лихтенштейн, Китай и Россия), которые еще не перешли на Netflix из-за предварительных условий.- действующие контракты. Backlash 2025 года будет первым в истории шоу которая проведет на прямую трансляцию на Netflix после слияния WWE Network с данным сервисом в январе 2025 года в этих регионах.  Билеты на шоу поступили в продажу 21 марта, где их можно приобрести через Ticketmaster.

### Сюжетные линии
Шоу будет включать в себя  пять матчей которые будут проходить по сценариям сюжетных линий. Все сюжетные линий написаны букерами промоушена и развивались все они в течение недели на телевизионных шоу WWE — Raw и SmackDown. Рестлеры выступают как фейсы, хиллы или как нейтральные персонажи, которые играли роли в развитии сюжета и кульминации в матче или серии матчей.
В главном событии второго дня Рестлмании 41 Джон Сина выиграл титул Неоспоримого чемпиона WWE у Коди Роудса и тем самым став рекордным 17-кратным мировым чемпионом WWE, при этом обогнав предыдущего рекордсмена по мировым титулам WWE Рика Флэра. На следующем Raw после Рестлмании Сина радовался своей победе и при этом унижая публику в своем промо до тех пор, пока не подвергся нападению Рэнди Ортона проведя ему RKO из ниоткуда. В пятницу на шоу SmackDown , когда Сина собирался говорить очередное промо на микрофоне,но его прерывает Ортон, который пытался достучаться до ставшего злодеем Сины после его предательства на мартовском шоу Elimination Chamber которое прошло в Торонто. После обмена словесными репликами на микрофонах Ортон вызвал Сину на поединок за звание Неоспоримого чемпиона в тот же вечер; однако Сина отказался, заявив, что матч должен состояться в родном городе Ортона, Сент-Луисе, на шоу Backlash. Впоследствии чего матч был объявлен официально, что возродило их легендарное соперничество.
Перед первым днем на Рестлмании 41 Бэйли, которая должна быть в команде с Лайрой Валькирией для участия в титульном матче за звание женских командных чемпионок WWE, который должен был состояться на второй день шоу, была обнаружена за кулисами атакованной неизвестными, и потребовала, чтобы Валькирия нашла себе нового партнера. Вечером на втором дне Рестлмании 41  Бекки Линч неожиданно вернулась в качестве таинственной партнерши Валькирии на матч, где они выиграли титулы женских командных чемпионок WWE у Ракель Гонсалес и Лив Морган.  Однако в матче-реванше, который состоялся следующим вечером на Raw, они проиграли командные титулы теме же Гонсалес и Морган. После матча Линч атаковала Валькирию, впервые с 2022 года изменив позицию с фейса на хила  . На следующей неделе Линч рассказала причины нападения на Бейли, а также заявила, что напала на Валькирию только из-за дружбы с Бейли, у которой с Линч в последние годы было множество проблем. Валькирия прервала её речь на микрофоне и вызвала Линч на бой в тот же вечер, однако Линч отказалась. Затем Валькирия вызвала Линч на поединок который пройти на шоу Backlash, поставив на кон свой титул Интерконтинентального чемпиона среди женщин против Линч, которая впоследствии чего согласилась.
В ночь на Raw после Рестлмании 41 бывший мировой чемпион в тяжелом весе Гюнтер вышел на арену и повздорил с комментаторами бренда Raw Майклом Коулом и Пэтом Макафи, поскольку почувствовал неуважение с их стороны после своего поражения от Джея Усо на Рестлмании. Затем Гюнтер напал на Коула, что привело к тому, что Макафи атаковал Гюнтера, защищая Коула, но Гюнтер одолел Макафи и захватил его в удушающий. Впоследствии чего генеральный менеджер Raw Адам Пирс оштрафовал Гюнтера и отстранил его от выступлений. На следующей неделе Макафи захотел сразиться с Гюнтером и попросил генерального менеджера SmackDown Ника Алдиса, который в тот вечер заменял Пирса, попросил отменить отстранение Гюнтера. Алдис отказал ему в этой просьбе и вместо этого предложил провести матч между ними на Backlash, на что Макафи дал согласие.
В первый день Рестлмании 41 Джейкоб Фату победил Эл Эй Найта и выиграл у него титул Чемпиона Соединенных Штатов, а днем позже, на второй день Рестлмании 41, Дрю Макинтайр победил Дэмиена Приста в матче по правилам уличная драка в Сан-Сити. В следующем эпизоде бренда SmackDown от 25 апреля, во время празднования Bloodline (Фату и Соло Сикоа), Найт прерывает его, заявив, что хочет провести с ним матч-реванш за титул. Макинтайр также вмешивается, а заодно и поиздевавшись над Пристом, заявил, что он тоже хочет принять участие в матче за звание чемпиона Соединённых Штатов, а генеральный менеджер SmackDown Ник Алдис назначил матч между Найтом и Макинтайром который пройдет тем же вечером, чтобы определить первого претендента за титул чемпиона Соединенных Штатов. Во время поединка пришедший Прист вытащил с ринга Макинтайра и начал его избивать, в то время как Фату атаковал Найта, причем рефери видя только атаку Приста на Макинтайра, что привело к тому что Макинтайр вышел победителем в этом поединке по дисквалификации. После этого момента Фату одержал вверх над Найтом и Пристом и позируя со своим титулом. В следующем эпизоде бренда SmackDown от 2 мая Найт и Прист встретились лицом к лицу на ринге, но после вмешательства Сикоа поединок закончился ничьей. После этого Прист и Найт подрались с Фату и Сикоа. За кулисами Алдис назначил матч с тройной угрозой между Фату, Прист и Найтом за титул чемпиона США на шоу Backlash, однако, после того, как Сикоа заявил, что Макинтайр тоже должен получить матч за титул из-за своей дисквалификации, согласившись с мнением Сикоа, Алдис назначает фатальный четырехсторонний матч за титул чемпиона США, в котором также примет участие и Макинтайр на шоу Backlash.
На второй день Рестлмании 41 Доминик Мистерио из группировки  "Судный день" выиграл титул Интерконтинентального чемпиона в фатальном четырехстороннем поединке, в котором также приняли участие действующий (на тот момент) чемпион Брон Брейккер, Пента и партнер Мистерио по группировке Судный день Финн Балор, последнего из которых он удержал в поединке.  В следующем эпизоде на Raw от 21 апреля Мистерио успешно защитил свой чемпионский титул против Пенты после вмешательства вернувшегося Джей Ди Макдо́ны. В следующем эпизоде Raw от 28 апреля Пента вмешивается в командный поединок Балора и Макдо́ны против Вор Райдерс (Эрик и Айвар), из-за чего они проиграли матч. На следующем эпизоде Raw от 5 мая Пента победил Макдо́ну, несмотря на вмешательство Балора и Карлито. Позже тем же вечером было объявлено комментаторами Raw, что Мистерио будет защищать свой титул Интерконтинентального чемпиона против "Пенты" на шоу Backlash.

## Шоу
| Роль:                   | Имя и Фамилия:   |
| ----------------------- | ---------------- |
| Английские комментаторы | Майкл Коул       |
| Английские комментаторы | Уэйд Барретт     |
| Испанские комментаторы  | Марсело Родригес |
| Испанские комментаторы  | Джерри Сото      |
| Ринг-анонсер            | Алисия Тейлор    |
| Реффери                 | Джессика Карр    |
| Реффери                 | Дэн Энглер       |
| Реффери                 | Даллас Ирвин     |
| Реффери                 | Эдди Оренго      |
| Реффери                 | Чад Паттон       |
| Интервьюер              | Байрон Сакстон   |
| Комментаторы на пре-шоу | Джеки Редмонд    |
| Комментаторы на пре-шоу | Биг И            |
| Комментаторы на пре-шоу | Питер Розенберг  |
| Комментаторы на пре-шоу | Вик Джозеф       |

Перед началом шоу Першард Оуэнс исполнил гимн США "Звездно-полосатое знамя".

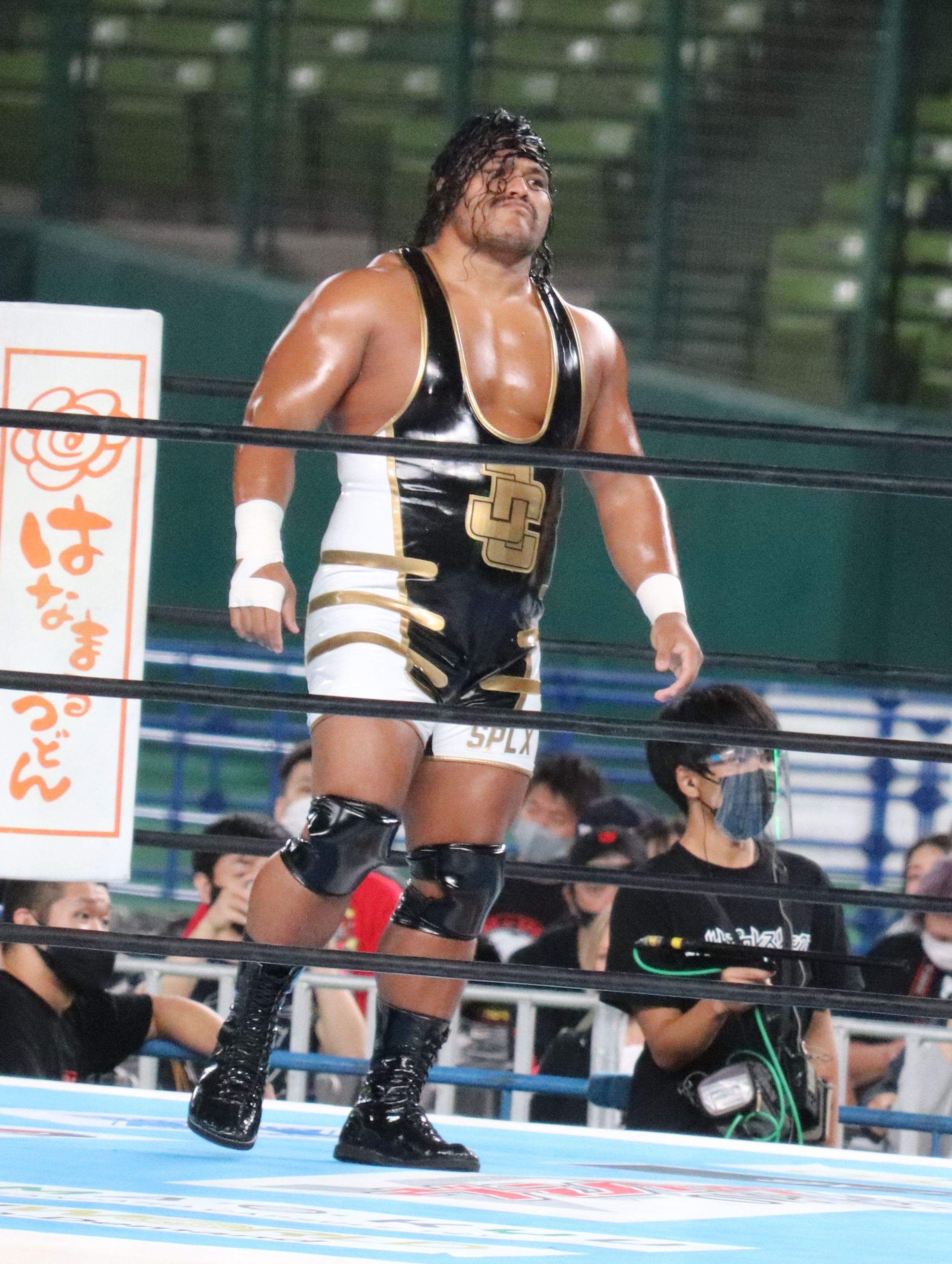
Джефф Кобб дебютировал в WWE, помогая Джейкобу Фату защищать титул чемпиона Соединенных Штатах.

Шоу началось с титульного матча за Чемпионство США, где обладатель титула Джейкоб Фату защищал свой титул против Эл Эй Найта, Дэмиана Приста и Дрю Макинтайра в фатальном четырехстороннем матче. Основными моментами этого поединка можно отметить, когда Фату провел свэнтон Макинтайру. Далее Найт исполнил BFT Фату, за которым последовал "South of Heaven" от Приста на Найте, а затем и "Клеймор" от Макинтайра на Присте, который тот после его приема слег на Найта что привило к удержанию, которое Макинтайр вовремя прерывает. Затем Макинтайр проводит "Future Shock DDT" Фату и Найту. После этого Макинтайр исполняет "Клеймор" на Найте и выходит на удержание, но Прист вовремя вытаскивает рефери с ринга. Когда противостояние Макинтайра и Приста проходило за пределами ринга, Найт наносит Фату два удара локтем с третьего каната угла ринга, которое едва не сбивает его с ног. Тем временем Прист проводит Макинтайру чокслэм "South of Heaven" через столы. На этом их участие в поединке закончено. В кульминационный момент поединка Найт попытался провести Фату удар локтем, уложив его на комментаторский стол, но Соло Сикора вовремя оттаскивает Фату в безопасное место. Из-за баррикад которая отделяет зрителей от ринга, выходит дебютировавший в WWE, Джефф Кобб, который атаковал Найта. После его помощи, Фату проводит Найту мунсолт и сохраняет за собой титул.
Следующим поединком шоу был титульный матч за Женское Интерконтинентальное чемпионство в котором Лайра Валькирия успешно защитила свой титул против Бекки Линч. Основными моментами поединка были когда Валькирия попыталась совершить мунсолт с угла второго каната ринга на Линч, но она вовремя подставила свои колени. Линч проводит Валькирии Manhandle Slam, который едва не сбивает ее с ног. В конце концов, Валькирия проводит прием Найтвинг, но Линч вовремя вышла и ударяет Валькирию в нос. Валькирия все же отбивает ударную комбинацию от Линч в свою пользу, чтобы сохранить титул. После матча Линч атаковала Валькирию.
В третьем матче шоу Доминик Мистерио защитил свой титул Интерконтинентального чемпиона против "Пенты". Ключевыми моментом поединка было появление партнеров Мистерио по группировки Судный день Карлито, Джей Ди Макдоны и Финна Балора около ринга, где они хотели помочь Мистерио. Карлито пытаясь отвлечь рефери поединка когда в тот момент Балор идет к месту где находиться ринг-анонсер, берет стул и пытаясь ударить им Пенту, которого держит Макдона, но рефери увидя их задумку попросил всех троих покинуть пределы ринга. В конце матча, когда Пента подошел ко второму канату угла ринга пытаясь выполнить прием, но из под ринга выходит Эль Гранде Американо и наносит Пенте удар головой, что позволив Мистерио выйти на фрог сплэш с третьего каната и удержать Пенту на ринге, сохранив за собой титул.
В предпоследнем матче шоу Гюнтер встретился с комментатором бренда Raw Пэтом Макафи. В этом поединке Гюнтер большую ее часть доминировал, но Макафи все же удалось нанести пант кик по Гюнтеру, тем самым уровняв преимущество. Иногда в поединок вмешивался комментатор-коллега Макафи Майкл Коул, всячески помогая ему борьбе с Гюнтером. Комментировать данный поединок приходилось другому комментатору Уэйду Барретту. В конце матча Макафи применил спящий захват на Гюнтере, из которого он вырывается и сразу же набрасывает аркан на Макафи. Затем Гюнтер применил спящий захват на Макафи, от которого тот теряет сознание, и выигрывает матч. После матча Гюнтер выразил Макафи свое уважение.

### Мейн ивент

В последнем матче противостояния Рэнди Ортона и Джона Сина, последний сохранил за собой титул Неоспоримого чемпиона WWE

В главном событии шоу Джон Сина защитил свой титул Неоспоримого чемпиона WWE против Рэнди Ортона. На протяжении всего матча Сина и Ортон выполняли свои приемы на ринге. В какой-то момент Сина попытался нанести пант-кик, но Ортон увернулся в сторону. Ортон который хотел провести RKO Сине, но тот толкает его на рефери что тот теряет сознание, и рефери не замечая этого проводит Attitude Adjustment (AA) Ортону. Затем Ортон наносит Сине еще один RKO. Далее противостояние рестлеров переходит около ринга где, Ортон использовал прием Сины Attitude Adjustment на комментаторский стол, а затем еще раз проводит AA Сине на стол который вытащил из под ринга. Затем Ортон наносит еще один RKO в ближний угол ринга. В кульминационный момент поединка Сина бросается на Ортона с поясом, но ударяет им рефери. Затем Ортон наносит еще один RKO Сине и удерживает его, но рефери был без сознания и поэтому не смог отчитать удержание, вскоре к рингу выбегают продюсеры вместе с Ником Алдисом, который Ортон включая Алдиса проводит всем RKO на ринге. Ортон готовясь выполнить еще один пант-кик, но выбежавший на ринг R-Truth помешал ему в этом, и тот проводит Ар-Труфу RKO. Затем Сина наносит удар ниже пояса Ортону и титульным поясом бьет Ортона по голове и удерживает его сохраняя за собой титул. После матча Сина заявил, что именно так выглядит настоящий мировой чемпион.

## Оценки и отзывы шоу
Журналист в области рестлинга Уэйд Келлер из издания Pro Wrestling Torch заявил, что первая часть мейн-ивента шоу "была примитивной до безобразия", но соответствовала "стилю Джона Сины и Рэнди Ортона, особенно на данном этапе их карьеры". По ходу поединка "фанаты все больше увлекались этим", и Келлера не беспокоили удары по рефери поединка, "потому что ожидания, что Ортон что и Сина расскажут эту историю на чистоту, на самом деле не оправдались, так как было много посторонних вещей и противоречивых моментов, которые, в конечном счете, сработали". Журналист Шакиэль Маджури из CBS Sports поставил матчу оценку "А", заявив, что это не "технический триллер", но в нем "есть очарование в том, чтобы спустя 20 лет увидеть финальную главу культового противостояния". Поскольку матч был физическим, с высокими ставками и оживленной публикой, он "был полон переизбытком отсылок, которые широко использовались WWE в 2010-х годах".
Что касается титульного матча за Чемпионство Соединенных Штатов, то журналист Маджури поставил этому матчу оценку "А", заявив, что "финиш прошел на должном уровне: принес победу чемпиону, защитил соперников, дебютировал с новым номером и продолжил сюжетную линию Bloodline".
Еще один реслинг-журналист Дейв Мельтцер из издания Wrestling Observer Newsletter (WON) оценил фатальный четырехсторонний матч за титул чемпиона США на 4,25 звезды, Женское Интерконтинентальное чемпионство на 4,25 звезды, мужской матч за Интерконтинентальное чемпионство на 3,5 звезды, поединок Гюнтера против Пэта Макафи получил 3,25 звезды, а мейн-ивент поединок за Неоспоримое чемпионство WWE - 3,25 звезды.

## После шоу
Во время пресс-конференции после шоу Backlash, директор по контенту Трипл Эйч прокомментировали "чокслэм" Дамиена Приста "South of Heaven" на Дрю Макинтайре, заявив, что Макинтайр был "избит, но он в полном порядке".
Также во время пресс-конференции Ар-Труф прервал промо Неоспоримого чемпиона WWE Джона Сины. Это привело к тому, что Сина провел Ар-Труфу attitude adjustment прямо на стол.

### Raw
После своего поражения на Backlash, на эпизоде Raw Пента встретился с Чедом Гейблом где победил его.
Также на Raw после Backlash Бекки Линч прокомментировала свое поражение от интерконтинентальный чемпионки среди женщин Лиры Валькирии, которое стоило Линч место в лестничном отборочном матче Money in the Bank на который состоится следующей неделе.

### Smackdown
На следующем эпизоде SmackDown от 16 мая, в результате нападок Джона Сины на Ар-Труфа во время пресс-конференции после шоу Backlash,  между ними будет запланирован поединок без титула на кону на Saturday Night's Main Event XXXIX 
Также было объявлено, что Дрю Макинтайр встретится с Дамианом Пристом в матче со стальной клеткой на Saturday Night's Main Event XXXIX .
Также на SmackDown Соло Сикора представил нового союзника Bloodline Джеффа Кобба, получивший новый рингнейм  Джей Си Матео (англ. JC Mateo). Впоследствии чего на этом эпизоде Матео победил Эл-Эй-Найта в поединке.

## Результаты матчей
| №                               | Результаты                                                            | Условия                                                              | Время |
| ------------------------------- | --------------------------------------------------------------------- | -------------------------------------------------------------------- | ----- |
| 1                               | Джейкоб Фату (ч) победил Эл Эй Найта, Дамиана Приста и Дрю Макинтайра | Фатальный четырехсторонний матч за титул Чемпиона Соединенных Штатов | 17:55 |
| 2                               | Лайра Валькирия (ч) победила Бекки Линч                               | Титульный матч за Женское Интерконтинентальное чемпионство           | 18:45 |
| 3                               | Доминик Мистерио (ч) победил Пенту                                    | Титульный матч за Интерконтинентальное чемпионство                   | 9:20  |
| 4                               | Гюнтер победил Пэта Макафи удушающим приемом                          | Одиночный матч                                                       | 14:00 |
| 5                               | Джон Сина (ч) победил Рэнди Ортона                                    | Титульный матч за Неоспоримое чемпионство WWE                        | 27:50 |
| - (ч) – чемпион на начало матча |                                                                       |                                                                      |       |